# Goran Šušnjara
Goran Šušnjara (Split, 29. svibnja 1958.), nekadašnji igrač Hajduka i Šibenika i trener niželigaških klubova.
Šušnjara je za Hajduk imao 154 nastzupa i zabio je 15 golova, od čega dva u 86 službenih nastupa, po jedan u prvenstvu (Sarajevu u 20. kolu sezone 1982/3) i za kup utakmicu 1983/4, Galeniki, koja je završila sa 6:2 za Hajduk. Prvi službeni nastup ima protiv Veleža 15. kolovoza 1982.
Statistika u Hajduku
| Natjecanje        | Nastupi | Zgoditci |
| ----------------- | ------- | -------- |
| Prvenstvo         | 65      | 1        |
| Kup               | 11      | 1        |
| Superkup          | 0       | 0        |
| Međunarodne       | 10      | 0        |
| Splitski podsavez | 0       | 0        |
| Ukupno            | 86      | 2        |
| Prijateljske      | 68      | 13       |
| Sveukupno         | 154     | 15       |